# Yella (film)
Yella – niemiecki dramat filmowy z 2007 roku w reżyserii Christiana Petzolda. Zdjęcia kręcono w Hanowerze.

## Obsada
- Nina Hoss - Yella
- Devid Striesow - Philipp
- Hinnerk Schönemann - Ben
- Burghart Klaußner - Ojciec Yelli
- Wanja Mues - Sprenger
- Michael Wittenborn - Schmidt-Ott
- Joachim Nimtz - Prietzel
- Peter Benedict - Friedrichs Anwalt